# 제트 군
미분기하학에서 제트 군(jet群, 영어: jet group) 또는 미분군(微分群, 영어: differential group)은 원점을 보존하는 유클리드 공간의 자기 미분 동형 사상들의 제트로 구성된 리 군이다.:§18, 128–138 실수 일반 선형군의 고차 일반화이다.

## 정의
자연수 {\displaystyle n}과 {\displaystyle k}가 주어졌다고 하자.
{\displaystyle \operatorname {Aut} _{\operatorname {Diff} _{\bullet }}(\mathbb {R} ^{n},0)=\left\{f\in \operatorname {Aut} _{\operatorname {Diff} }(\mathbb {R} ^{n}),\;f(0)=0\right\}}
가 미분 동형 사상 {\displaystyle f\colon \mathbb {R} ^{n}\to \mathbb {R} ^{n}} 가운데, {\displaystyle f(0)=0}인 것(즉, 점을 가진 공간의 사상인 것)들의 집합이라고 하자. 이는 함수의 합성 아래 자연스럽게 군을 이룬다.
{\displaystyle n}차원 {\displaystyle k}차 제트 군({\displaystyle n}次元{\displaystyle k}次jet群, 영어: {\displaystyle n}-dimensional {\displaystyle k}th-order jet group) {\displaystyle \operatorname {Jet} (n,k)}는 {\displaystyle \operatorname {Aut} _{\operatorname {Diff} _{\bullet }}(\mathbb {R} ,0)}의 원소들의, {\displaystyle 0\in \mathbb {R} ^{n}}에서의 {\displaystyle k}차 제트들의 집합이다.:119, §12.6:Definition 3.1
{\displaystyle \operatorname {Jet} (n,k)=\left\{\mathrm {j} _{0}^{k}f\colon f\in \operatorname {Aut} _{\operatorname {Diff} _{\bullet }}(\mathbb {R} ^{n},0)\right\}}
이는 자연스럽게 매끄러운 다양체를 이룬다. 또한, 그 위의 리 군 구조는 다음과 같다.
{\displaystyle (\mathrm {j} _{0}^{k}f)(\mathrm {j} _{0}^{k}g)=\mathrm {j} _{0}^{k}(f\circ g)}
즉, 자연스러운 전사 군 준동형
{\displaystyle \mathrm {j} _{0}^{k}\colon \operatorname {Aut} _{\operatorname {Diff} _{\bullet }}(\mathbb {R} ^{n},0)\to \operatorname {Jet} (n,k)}
이 존재한다.

## 성질
{\displaystyle \operatorname {Jet} (n,k)}의 차원은 다음과 같다.
{\displaystyle \dim \operatorname {Jet} (n,k)=n\left({\binom {n+k}{k}}-1\right)}
{\displaystyle n>0}이며 {\displaystyle k>0}일 경우, 제트 군은 콤팩트 공간이 아니다.
{\displaystyle n}차원 매끄러운 다양체의 {\displaystyle k}차 틀다발은 자연스럽게 {\displaystyle \operatorname {Jet} (n,k)}를 구조군으로 갖는다.

### 반직접곱
다음 데이터가 주어졌다고 하자.
- 리 군 {\displaystyle G}
- 자연수 {\displaystyle n}과 {\displaystyle k}

그렇다면, 제트 공간
{\displaystyle \mathrm {T} _{n}^{k}G=\{\mathrm {j} _{0}^{k}g\colon g\colon \mathbb {R} ^{n}\to G\}}
을 생각하자. 이는 점별 곱셈에 대하여 자연스럽게 다음과 같이 리 군을 이룬다.:Definition 3.3
{\displaystyle (\mathrm {j} _{0}^{k}g)(\mathrm {j} _{0}^{k}g')=\mathrm {j} _{0}^{k}(gg')}
여기서
{\displaystyle gg'\colon x\mapsto g(x)g'(x)}
는 두 함수의 점별 곱셈이다.
그렇다면, 제트 군 {\displaystyle \operatorname {Jet} (n,k)}는 {\displaystyle \mathrm {T} _{n}^{k}G} 위에 다음과 같이 오른쪽에서 작용한다.
{\displaystyle (\mathrm {j} _{0}^{k}g)\cdot (\mathrm {j} _{0}^{k}f)=\mathrm {j} _{0}^{k}(g\circ f)\qquad (f\colon \mathbb {R} ^{n}\to \mathbb {R} ^{n},\;g\colon \mathbb {R} ^{n}\to G)}
이는 군 준동형
{\displaystyle \operatorname {Jet} (n,k)^{\operatorname {op} }\to \operatorname {Aut} (\mathrm {T} _{n}^{k}G)}
을 이룬다. 따라서, 반직접곱
{\displaystyle \mathrm {T} _{n}^{k}G\rtimes \operatorname {Jet} (n,k)^{\operatorname {op} }}
을 정의할 수 있다.:Definition 3.4

## 예
{\displaystyle k=0}이거나 또는 {\displaystyle n=0}인 경우, 제트 군은 자명군이다.
{\displaystyle \operatorname {Jet} (n,0)=\operatorname {Jet} (0,k)=1\qquad \forall n,k\in \mathbb {N} }
{\displaystyle k=1}일 경우, 제트 군은 실수 일반 선형군이다.
{\displaystyle \operatorname {Jet} (n,1)=\operatorname {GL} (n;\mathbb {R} )\qquad \forall n\in \mathbb {N} }